# Band of Joy (álbum)
Band of Joy é um álbum do cantor de rock Britânico Robert Plant e sua banda Band of Joy. Foi lançado em 13 de setembro de 2010 no Reino Unido e em 14 de setembro nos Estados Unidos.
O primeiro single do álbum foi "Angel Dance".
| Críticas profissionais                                                      | Críticas profissionais |
| Avaliações da crítica                                                       | Avaliações da crítica  |
| Fonte                                                                       | Avaliação              |
| --------------------------------------------------------------------------- | ---------------------- |
| Allmusic                                                                    | [ 3 ]                  |
| Rolling Stone                                                               | [ 4 ]                  |
| Spin                                                                        | [ 5 ]                  |
| Esta tabela precisa de ser acompanhada por texto em prosa. Consulte o guia. |                        |

## Faixas
| N.º            | Título                              | Letras                                           | Duração |  |
| 1.             | "Angel Dance"                       | David Hidalgo, Louie Perez                       | 3:50    |  |
| 2.             | "House of Cards"                    | Richard Thompson                                 | 3:14    |  |
| 3.             | "Central Two-O-Nine"                | Robert Plant, Buddy Miller                       | 2:49    |  |
| 4.             | "Silver Rider"                      | Zachary Micheletti, Mimi Parker, George Sparhawk | 6:06    |  |
| 5.             | "You Can't Buy My Love"             | Billy Babineaux, Bobby Babineaux                 | 3:11    |  |
| 6.             | "Falling in Love Again"             | Dillard Crume, Andrew Kelly                      | 3:38    |  |
| 7.             | "The Only Sound That Matters"       | Gregory Vanderpool                               | 3:45    |  |
| 8.             | "Monkey"                            | Micheletti, Parker, Sparhawk                     | 4:58    |  |
| 9.             | "Cindy, I'll Marry You Someday"     | Tradicional, arr. por Plant, Miller              | 3:37    |  |
| 10.            | "Harm's Swift Way"                  | Townes Van Zandt                                 | 4:19    |  |
| 11.            | "Satan Your Kingdom Must Come Down" | Tradicional, arr. por Plant, Miller              | 4:12    |  |
| 12.            | "Even This Shall Pass Away"         | Theodore Tilton, arr. por Plant, Miller          | 4:03    |  |
| Duração total: | Duração total:                      | Duração total:                                   | 47:32   |  |

## Integrantes
- Robert Plant – vocal
- Patty Griffin – vocal e guitarra
- Buddy Miller – guitarra e vocal
- Darrell Scott – vocal, mandolin, guitarra, acordeão, pedal, lap steel e banjo
- Byron House –  baixo
- Marco Giovino – percussão[6]